# Kolegium Kardynałów
Kolegium Kardynałów, Kolegium Kardynałów Świętego Kościoła Rzymskiego, także Kolegium Kardynalskie (łac. Collegium Cardinalium Sanctae Romanae Ecclesiae) – ogół kardynałów Kościoła katolickiego, którego zadaniem jest wspomaganie papieża w kierowaniu Kościołem. Kolegium Kardynałów zbiera się na konsystorzach zwoływanych przez papieża. Po wystąpieniu wakatu Stolicy Apostolskiej Kolegium to zbiera się na konklawe w celu wybrania nowego papieża.

## Historia
Kolegium Kardynalskie wywodzi się ze starożytnej rady starszych (prezbiterium) kierującej diecezją rzymską (kościołem partykularnym w Rzymie) pod przewodnictwem biskupa rzymskiego. Proboszczowie 25 (później 28) najważniejszych kościołów Rzymu powołani byli do pełnienia służby liturgicznej w głównych bazylikach (św. Jana na Lateranie, św. Piotra w Watykanie, Matki Bożej Większej, św. Pawła za Murami i św. Wawrzyńca), których od V wieku obdarzano przymiotnikiem cardinales, czyli „główni”. Z czasów papieża Symmacha (498–514) pochodzi pierwsza zachowana lista 28 kardynałów prezbiterów (kardynalnych prezbiterów) i 7 kardynałów diakonów (kardynalnych diakonów). W VIII wieku do służby liturgicznej w głównych bazylikach dołączyli biskupi diecezji podmiejskich Rzymu, którzy zaczęli być wówczas tytułowani jako kardynałowie biskupi (kardynalni biskupi). Wreszcie pod koniec XI wieku mianem kardynałów zaczęto określać także członków 18-osobowego rzymskiego kolegium diakonów (kardynałowie diakoni). Nazwa „Święte Kolegium Kardynałów” jest udokumentowana od pontyfikatu Eugeniusza III (1145–1153), jednak w owym czasie było ono już dobrze ugruntowaną w strukturach Kościoła instytucją. Proces jej kształtowania trwał wiele stuleci, a począwszy od pontyfikatu Leona IX (1049–1054) nabrał szczególnej dynamiki. Proces historyczny doprowadził do tego, że kolegium przekształciło się z reprezentacji duchowieństwa diecezjalnego Rzymu w międzynarodową reprezentację Kościoła Powszechnego, przy czym rzeczywiste funkcje biskupie, prezbiterialne i diakońskie kardynałów przekształciły się w tytuły honorowe.
Obecnie niemal wszyscy kardynałowie są biskupami. Jeśli nowo mianowany kardynał nie posiadałby święceń biskupich, powinien je przyjąć; nominowani w podeszłym wieku kardynałowie są jednak niekiedy zwalniani z obowiązku przyjęcia sakry biskupiej (obecnie w Kolegium jest czterech takich kardynałów: Ernest Simoni, Raniero Cantalamessa, Gianfranco Ghirlanda oraz Timothy Radcliffe).

## Stopnie kardynalskie
Zgodnie z tradycją wyróżnia się trzy stopnie kardynałów:
- kardynałowie biskupi (tytularni zwierzchnicy podmiejskich diecezji Rzymu – Ostia, Albano, Frascati, Palestrina, Porto-Santa Rufina, Sabina-Poggio Mirteto i Velletri-Segni, a także niektórzy kardynałowie z Kurii Rzymskiej oraz zaliczeni do kolegium kardynalskiego patriarchowie kościołów wschodnich); z grona kardynałów biskupów są wybierani Dziekan (tytularny biskup Ostii) i Subdziekan Kolegium Kardynalskiego. We włoskich źródłach występuje określenie cardinale protovescovo (kardynał protobiskup), które oznacza kardynała-biskupa o najdłuższym stażu w kolegium kardynalskim,
- kardynałowie prezbiterzy (obecnie są to na ogół biskupi diecezjalni podniesieni do godności kardynała, jako tytuł otrzymują od papieża jeden z kościołów rzymskich); pierwszy z kardynałów tego stopnia nosi tytuł kardynała protoprezbitera (czyli pierwszego prezbitera),
- kardynałowie diakoni (jako tytuł otrzymują jedną z diakonii rzymskich, są to przeważnie urzędnicy kurii rzymskiej); pierwszy z kardynałów tego stopnia nosi tytuł kardynała protodiakona (czyli pierwszego diakona); kardynałowie diakoni podczas liturgii papieskich nie koncelebrują w ornatach, lecz asystują papieżowi w dalmatykach diakońskich, różniąc się od zwykłych diakonów jedynie prawem noszenia mitry biskupiej; najstarszy stażem kardynał, który przewodniczy grupie, to kardynał protodiakon.

Na czele Kolegium Kardynalskiego jako pierwszy wśród równych stoi jego dziekan. Funkcja dziekana Kolegium Kardynalskiego jest związana z godnością kardynała biskupa Ostii. Z chwilą wakatu dziekan wybierany jest przez kardynałów biskupów mających tytuły diecezji podmiejskich, zebranych pod przewodnictwem subdziekana lub – gdy go nie ma – najstarszego z kardynałów biskupów i przedstawiany do zatwierdzenia papieżowi. Podobnie dokonuje się, pod przewodnictwem dziekana, wyboru subdziekana. Ważną rolę w Kolegium Kardynalskim obok dziekana odgrywają: kamerling, protoprezbiter oraz protodiakon.

## Członkowie Kolegium Kardynałów
Na dzień 8 sierpnia 2025:
- jest 248 żyjących kardynałów, z których 130 posiada prawa elektorskie (byłym kardynałem jest papież Leon XIV[a])
- jest 41 kardynałów z nominacji Jana Pawła II (w tym 5 elektorów), 60 z nominacji Benedykta XVI (w tym 20 elektorów) i 147 z nominacji Franciszka (w tym 105 elektorów)
- kardynał Joseph Coutts jest ostatnim, który utracił prawa elektorskie w związku z osiągnięciem wieku 80 lat (21 lipca 2025)
- kardynał Timothy Radcliffe jest następnym, który utraci prawa elektorskie w związku z osiągnięciem wieku 80 lat (22 sierpnia 2025)
- kardynał Giovanni Angelo Becciu jest jedynym, który nie ma praw elektorskich, mimo że nie osiągnął jeszcze wieku 80 lat (wiek ten osiągnie 2 czerwca 2028[b])
- biskupi Lucas Van Looy i Paskalis Bruno Syukur są jedynymi żyjącymi duchownymi, którzy odmówili nominacji kardynalskiej po jej ogłoszeniu przez papieża
- kardynałem z najdłuższym stażem jest Michael Michai Kitbunchu (został kreowany 2 lutego 1983 przez Jana Pawła II)
- kardynałem elektorem z najdłuższym stażem jest Vinko Puljić (został kreowany 26 listopada 1994 przez Jana Pawła II)
- najmłodszym kardynałem jest Mykoła Byczok (urodzony 13 lutego 1980)
- najstarszym kardynałem jest Angelo Acerbi (urodzony 23 września 1925)
- kardynałem zmarłym jako ostatni jest Estanislao Esteban Karlic (8 sierpnia 2025 w wieku 99 lat)

Niżej znajduje się pełna lista kardynałów obecnych w Kolegium. W skład konklawe wchodzą wyłącznie ci, którzy w dniu zaistnienia sede vacante nie osiągnęli wieku 80 lat.
| Nazwisko i imię                   | Państwo                       | Data urodzenia            | Data kreacji              | Papież kreujący | Stopień kardynalski | Elektor | Funkcja                                                                                           |
| --------------------------------- | ----------------------------- | ------------------------- | ------------------------- | --------------- | ------------------- | ------- | ------------------------------------------------------------------------------------------------- |
| Abril y Castelló, Santos          | Hiszpania                     | 21 września 1935(dts)     | 18 lutego 2012(dts)       | Benedykt XVI    | kardynał prezbiter  | Nie     | emeryt. archiprezbiter Bazyliki Matki Bożej Większej                                              |
| Acerbi, Angelo                    | Włochy                        | 23 września 1925(dts)     | 7 grudnia 2024(dts)       | Franciszek      | kardynał diakon     | Nie     | emeryt. nuncjusz apostolski                                                                       |
| Advincula, Jose                   | Filipiny                      | 30 marca 1952(dts)        | 28 listopada 2020(dts)    | Franciszek      | kardynał prezbiter  | Tak     | arcybiskup Manili                                                                                 |
| Aguiar, Américo                   | Portugalia                    | 12 grudnia 1973(dts)      | 30 września 2023(dts)     | Franciszek      | kardynał prezbiter  | Tak     | biskup Setúbal                                                                                    |
| Aguiar Retes, Carlos              | Meksyk                        | 9 stycznia 1950(dts)      | 19 listopada 2016(dts)    | Franciszek      | kardynał prezbiter  | Tak     | arcybiskup Meksyku                                                                                |
| Alencherry, George                | Indie                         | 19 kwietnia 1945(dts)     | 18 lutego 2012(dts)       | Benedykt XVI    | kardynał prezbiter  | Nie     | arcybiskup większy senior Ernakulam-Angamaly                                                      |
| Ambongo, Fridolin                 | Demokratyczna Republika Konga | 24 stycznia 1960(dts)     | 5 października 2019(dts)  | Franciszek      | kardynał prezbiter  | Tak     | arcybiskup Kinszasy                                                                               |
| Antonelli, Ennio                  | Włochy                        | 18 listopada 1936(dts)    | 21 października 2003(dts) | Jan Paweł II    | kardynał prezbiter  | Nie     | emeryt. przewodniczący Papieskiej Rady ds. Rodziny                                                |
| Aós Braco, Celestino              | Chile                         | 6 kwietnia 1945(dts)      | 28 listopada 2020(dts)    | Franciszek      | kardynał prezbiter  | Nie     | emeryt. arcybiskup Santiago de Chile                                                              |
| Arborelius, Anders                | Szwecja                       | 24 września 1949(dts)     | 28 czerwca 2017(dts)      | Franciszek      | kardynał prezbiter  | Tak     | biskup Sztokholmu                                                                                 |
| Arinze, Francis                   | Nigeria                       | 1 listopada 1932(dts)     | 25 maja 1985(dts)         | Jan Paweł II    | kardynał biskup     | Nie     | emeryt. prefekt Kongregacji ds. Kultu Bożego i Dyscypliny Sakramentów; kardynał protobiskup       |
| Assis, Raymundo Damasceno         | Brazylia                      | 15 lutego 1937(dts)       | 20 listopada 2010(dts)    | Benedykt XVI    | kardynał prezbiter  | Nie     | emeryt. arcybiskup Aparecidy                                                                      |
| Aveline, Jean-Marc                | Francja                       | 26 grudnia 1958(dts)      | 27 sierpnia 2022(dts)     | Franciszek      | kardynał prezbiter  | Tak     | arcybiskup Marsylii                                                                               |
| Bačkis, Audrys                    | Litwa                         | 1 lutego 1937(dts)        | 21 lutego 2001(dts)       | Jan Paweł II    | kardynał prezbiter  | Nie     | emeryt. arcybiskup Wilna                                                                          |
| Baggio, Fabio                     | Włochy                        | 15 stycznia 1965(dts)     | 7 grudnia 2024(dts)       | Franciszek      | kardynał diakon     | Tak     | podsekretarz Dykasterii ds. Integralnego Rozwoju Człowieka                                        |
| Bagnasco, Angelo                  | Włochy                        | 14 stycznia 1943(dts)     | 24 listopada 2007(dts)    | Benedykt XVI    | kardynał prezbiter  | Nie     | emeryt. arcybiskup Genui                                                                          |
| Baldisseri, Lorenzo               | Włochy                        | 29 września 1940(dts)     | 22 lutego 2014(dts)       | Franciszek      | kardynał prezbiter  | Nie     | emeryt. sekretarz generalny Synodu Biskupów                                                       |
| Barbarin, Philippe                | Francja                       | 17 października 1950(dts) | 21 października 2003(dts) | Jan Paweł II    | kardynał prezbiter  | Tak     | emeryt. arcybiskup Lyonu                                                                          |
| Barreto Jimeno, Pedro Ricardo     | Peru                          | 12 lutego 1944(dts)       | 28 czerwca 2018(dts)      | Franciszek      | kardynał prezbiter  | Nie     | emeryt. arcybiskup Huancayo                                                                       |
| Bassetti, Gualtiero               | Włochy                        | 7 kwietnia 1942(dts)      | 22 lutego 2014(dts)       | Franciszek      | kardynał prezbiter  | Nie     | emeryt. arcybiskup Perugii                                                                        |
| Battaglia, Domenico               | Włochy                        | 20 stycznia 1963(dts)     | 7 grudnia 2024(dts)       | Franciszek      | kardynał prezbiter  | Tak     | arcybiskup Neapolu                                                                                |
| Becciu, Giovanni Angelo           | Włochy                        | 2 czerwca 1948(dts)       | 28 czerwca 2018(dts)      | Franciszek      | kardynał diakon     | Nie     | były prefekt Kongregacji Spraw Kanonizacyjnych                                                    |
| Bertello, Giuseppe                | Włochy                        | 1 października 1942(dts)  | 18 lutego 2012(dts)       | Benedykt XVI    | kardynał prezbiter  | Nie     | emeryt. prezydent Gubernatoratu Państwa Watykańskiego                                             |
| Bertone, Tarcisio                 | Włochy                        | 2 grudnia 1934(dts)       | 21 października 2003(dts) | Jan Paweł II    | kardynał biskup     | Nie     | emeryt. sekretarz stanu Stolicy Apostolskiej                                                      |
| Betori, Giuseppe                  | Włochy                        | 25 lutego 1947(dts)       | 18 lutego 2012(dts)       | Benedykt XVI    | kardynał prezbiter  | Tak     | emeryt. arcybiskup Florencji                                                                      |
| Blázquez, Ricardo                 | Hiszpania                     | 13 kwietnia 1942(dts)     | 14 lutego 2015(dts)       | Franciszek      | kardynał prezbiter  | Nie     | emeryt. arcybiskup Valladolid                                                                     |
| Bo, Charles Maung                 | Mjanma                        | 29 października 1948(dts) | 14 lutego 2015(dts)       | Franciszek      | kardynał prezbiter  | Tak     | arcybiskup Rangun                                                                                 |
| Bocos Merino, Aquilino            | Hiszpania                     | 17 maja 1938(dts)         | 28 czerwca 2018(dts)      | Franciszek      | kardynał diakon     | Nie     | były przełożony generalny Zgromadzenia Misjonarzy Klaretynów                                      |
| Bokalic Iglic, Vincente           | Argentyna                     | 11 czerwca 1952(dts)      | 7 grudnia 2024(dts)       | Franciszek      | kardynał prezbiter  | Tak     | arcybiskup Santiago del Estero                                                                    |
| Bozanić, Josip                    | Chorwacja                     | 20 marca 1949(dts)        | 21 października 2003(dts) | Jan Paweł II    | kardynał prezbiter  | Tak     | emeryt. arcybiskup Zagrzebia                                                                      |
| Brady, Seán                       | Irlandia                      | 16 sierpnia 1939(dts)     | 24 listopada 2007(dts)    | Benedykt XVI    | kardynał prezbiter  | Nie     | emeryt. arcybiskup Armagh                                                                         |
| Brandmüller, Walter               | Niemcy                        | 5 stycznia 1929(dts)      | 20 listopada 2010(dts)    | Benedykt XVI    | kardynał prezbiter  | Nie     | były przewodniczący Papieskiego Komitetu Nauk Historycznych                                       |
| Braz de Aviz, João                | Brazylia                      | 24 kwietnia 1947(dts)     | 18 lutego 2012(dts)       | Benedykt XVI    | kardynał prezbiter  | Tak     | emeryt. prefekt Dykasterii ds. Instytutów Życia Konsekrowanego i Stow. Życia Apost.               |
| Brenes, Leopoldo                  | Nikaragua                     | 7 marca 1949(dts)         | 22 lutego 2014(dts)       | Franciszek      | kardynał prezbiter  | Tak     | arcybiskup Managui                                                                                |
| Brislin, Stephen                  | Południowa Afryka             | 24 września 1956(dts)     | 30 września 2023(dts)     | Franciszek      | kardynał prezbiter  | Tak     | arcybiskup Johannesburga                                                                          |
| Burke, Raymond Leo                | Stany Zjednoczone             | 30 czerwca 1948(dts)      | 20 listopada 2010(dts)    | Benedykt XVI    | kardynał prezbiter  | Tak     | emeryt. prefekt Najwyższego Trybunału Sygnatury Apostolskiej                                      |
| Bustillo, François-Xavier         | Francja                       | 23 listopada 1968(dts)    | 30 września 2023(dts)     | Franciszek      | kardynał prezbiter  | Tak     | biskup Ajaccio                                                                                    |
| Byczok, Mykoła                    | Australia                     | 13 lutego 1980(dts)       | 7 grudnia 2024(dts)       | Franciszek      | kardynał prezbiter  | Tak     | biskup greckokatolickiej eparchii św. św. Piotra i Pawła w Melbourne                              |
| Cabrera Herrera, Luis             | Ekwador                       | 11 października 1955(dts) | 7 grudnia 2024(dts)       | Franciszek      | kardynał prezbiter  | Tak     | arcybiskup Guayaquil                                                                              |
| Calcagno, Domenico                | Włochy                        | 3 lutego 1943(dts)        | 18 lutego 2012(dts)       | Benedykt XVI    | kardynał prezbiter  | Nie     | emeryt. przewodniczący Administracji Dóbr Stolicy Apostolskiej                                    |
| Cañizares Llovera, Antonio        | Hiszpania                     | 15 października 1945(dts) | 24 marca 2006(dts)        | Benedykt XVI    | kardynał prezbiter  | Tak     | emeryt. arcybiskup Walencji                                                                       |
| Cantalamessa, Raniero             | Włochy                        | 22 lipca 1934(dts)        | 28 listopada 2020(dts)    | Franciszek      | kardynał diakon     | Nie     | emeryt. kaznodzieja Domu Papieskiego                                                              |
| Cantoni, Oscar                    | Włochy                        | 1 września 1950(dts)      | 27 sierpnia 2022(dts)     | Franciszek      | kardynał prezbiter  | Tak     | biskup Como                                                                                       |
| Castillo Mattasoglio, Carlos      | Peru                          | 28 lutego 1950(dts)       | 7 grudnia 2024(dts)       | Franciszek      | kardynał prezbiter  | Tak     | arcybiskup Limy                                                                                   |
| Chomalí Garib, Fernando           | Chile                         | 10 marca 1957(dts)        | 7 grudnia 2024(dts)       | Franciszek      | kardynał prezbiter  | Tak     | arcybiskup Santiago de Chile                                                                      |
| Chow Sau-yan, Stephen             | Chiny                         | 7 sierpnia 1959(dts)      | 30 września 2023(dts)     | Franciszek      | kardynał prezbiter  | Tak     | biskup Hongkongu                                                                                  |
| Cipriani Thorne, Juan Luis        | Peru                          | 28 grudnia 1943(dts)      | 21 lutego 2001(dts)       | Jan Paweł II    | kardynał prezbiter  | Nie     | emeryt. arcybiskup Limy                                                                           |
| Clemente, Manuel                  | Portugalia                    | 16 lipca 1948(dts)        | 14 lutego 2015(dts)       | Franciszek      | kardynał prezbiter  | Tak     | emeryt. patriarcha Lizbony                                                                        |
| Cobo Cano, José                   | Hiszpania                     | 20 września 1965(dts)     | 30 września 2023(dts)     | Franciszek      | kardynał prezbiter  | Tak     | arcybiskup Madrytu                                                                                |
| Coccopalmerio, Francesco          | Włochy                        | 6 marca 1938(dts)         | 18 lutego 2012(dts)       | Benedykt XVI    | kardynał prezbiter  | Nie     | emeryt. przewodniczący Papieskiej Rady ds. Tekstów Prawnych                                       |
| Collins, Thomas                   | Kanada                        | 16 stycznia 1947(dts)     | 18 lutego 2012(dts)       | Benedykt XVI    | kardynał prezbiter  | Tak     | emeryt. arcybiskup Toronto                                                                        |
| Comastri, Angelo                  | Włochy                        | 17 września 1943(dts)     | 24 listopada 2007(dts)    | Benedykt XVI    | kardynał prezbiter  | Nie     | emeryt. przewodniczący Fabryki Świętego Piotra                                                    |
| Costa, Paulo César                | Brazylia                      | 20 lipca 1967(dts)        | 27 sierpnia 2022(dts)     | Franciszek      | kardynał prezbiter  | Tak     | arcybiskup Brasilii                                                                               |
| Coutts, Joseph                    | Pakistan                      | 21 lipca 1945(dts)        | 28 czerwca 2018(dts)      | Franciszek      | kardynał prezbiter  | Nie     | emeryt. arcybiskup Karaczi                                                                        |
| Cupich, Blase                     | Stany Zjednoczone             | 19 marca 1949(dts)        | 19 listopada 2016(dts)    | Franciszek      | kardynał prezbiter  | Tak     | arcybiskup Chicago                                                                                |
| Czerny, Michael                   | Kanada                        | 18 lipca 1946(dts)        | 5 października 2019(dts)  | Franciszek      | kardynał diakon     | Tak     | prefekt Dykasterii ds. Integralnego Rozwoju Człowieka                                             |
| D’Rozario, Patrick                | Bangladesz                    | 1 października 1943(dts)  | 19 listopada 2016(dts)    | Franciszek      | kardynał prezbiter  | Nie     | emeryt. arcybiskup Dhaki                                                                          |
| da Rocha, Sérgio                  | Brazylia                      | 21 października 1959(dts) | 19 listopada 2016(dts)    | Franciszek      | kardynał prezbiter  | Tak     | arcybiskup San Salvador da Bahia                                                                  |
| da Silva, Virgilio do Carmo       | Timor Wschodni                | 27 listopada 1967(dts)    | 27 sierpnia 2022(dts)     | Franciszek      | kardynał prezbiter  | Tak     | arcybiskup Dili                                                                                   |
| Darmaatmadja, Julius              | Indonezja                     | 20 grudnia 1934(dts)      | 26 listopada 1994(dts)    | Jan Paweł II    | kardynał prezbiter  | Nie     | emeryt. arcybiskup Dżakarty                                                                       |
| David, Pablo Virgilio             | Filipiny                      | 2 marca 1959(dts)         | 7 grudnia 2024(dts)       | Franciszek      | kardynał prezbiter  | Tak     | biskup Kalookan                                                                                   |
| De Donatis, Angelo                | Włochy                        | 4 stycznia 1954(dts)      | 28 czerwca 2018(dts)      | Franciszek      | kardynał prezbiter  | Tak     | penitencjariusz większy                                                                           |
| De Giorgi, Salvatore              | Włochy                        | 6 września 1930(dts)      | 21 lutego 1998(dts)       | Jan Paweł II    | kardynał prezbiter  | Nie     | emeryt. arcybiskup Palermo                                                                        |
| De Kesel, Josef                   | Belgia                        | 17 czerwca 1947(dts)      | 19 listopada 2016(dts)    | Franciszek      | kardynał prezbiter  | Tak     | emeryt. arcybiskup Mechelen-Brukseli                                                              |
| Dew, John Atcherley               | Nowa Zelandia                 | 5 maja 1948(dts)          | 14 lutego 2015(dts)       | Franciszek      | kardynał prezbiter  | Tak     | emeryt. arcybiskup Wellington                                                                     |
| DiNardo, Daniel                   | Stany Zjednoczone             | 23 maja 1949(dts)         | 24 listopada 2007(dts)    | Benedykt XVI    | kardynał prezbiter  | Tak     | emeryt. arcybiskup Galveston-Houston                                                              |
| Dogbo, Ignace Bessi               | Wybrzeże Kości Słoniowej      | 17 sierpnia 1961(dts)     | 7 grudnia 2024(dts)       | Franciszek      | kardynał prezbiter  | Tak     | arcybiskup Abidżanu                                                                               |
| Dolan, Timothy                    | Stany Zjednoczone             | 6 lutego 1950(dts)        | 18 lutego 2012(dts)       | Benedykt XVI    | kardynał prezbiter  | Tak     | arcybiskup Nowego Jorku                                                                           |
| Duka, Dominik                     | Czechy                        | 26 kwietnia 1943(dts)     | 18 lutego 2012(dts)       | Benedykt XVI    | kardynał prezbiter  | Nie     | emeryt. arcybiskup Pragi                                                                          |
| Dziwisz, Stanisław Jan            | Polska                        | 27 kwietnia 1939(dts)     | 24 marca 2006(dts)        | Benedykt XVI    | kardynał prezbiter  | Nie     | emeryt. arcybiskup Krakowa                                                                        |
| Eijk, Willem Jacobus              | Holandia                      | 22 czerwca 1953(dts)      | 18 lutego 2012(dts)       | Benedykt XVI    | kardynał prezbiter  | Tak     | arcybiskup Utrechtu                                                                               |
| Erdő, Péter                       | Węgry                         | 25 czerwca 1952(dts)      | 21 października 2003(dts) | Jan Paweł II    | kardynał prezbiter  | Tak     | arcybiskup Ostrzyhomia-Budapesztu                                                                 |
| Errázuriz Ossa, Francisco Javier  | Chile                         | 5 września 1933(dts)      | 21 lutego 2001(dts)       | Jan Paweł II    | kardynał prezbiter  | Nie     | emeryt. arcybiskup Santiago de Chile                                                              |
| Esquivel, Felipe Arizmendi        | Meksyk                        | 1 maja 1940(dts)          | 28 listopada 2020(dts)    | Franciszek      | kardynał prezbiter  | Nie     | emeryt. biskup San Cristóbal de Las Casas                                                         |
| Ezzati Andrello, Ricardo          | Chile                         | 7 stycznia 1942(dts)      | 22 lutego 2014(dts)       | Franciszek      | kardynał prezbiter  | Nie     | emeryt. arcybiskup Santiago de Chile                                                              |
| Farina, Raffaele                  | Włochy                        | 24 września 1933(dts)     | 24 listopada 2007(dts)    | Benedykt XVI    | kardynał prezbiter  | Nie     | emeryt. archiwista i bibliotekarz Świętego Kościoła Rzymskiego                                    |
| Farrell, Kevin                    | Stany Zjednoczone             | 2 września 1947(dts)      | 19 listopada 2016(dts)    | Franciszek      | kardynał diakon     | Tak     | prefekt Dykasterii ds. Świeckich, Rodziny i Życia; kardynał kamerling                             |
| Fernández, Victor Manuel          | Argentyna                     | 18 lipca 1962(dts)        | 30 września 2023(dts)     | Franciszek      | kardynał diakon     | Tak     | prefekt Dykasterii Nauki Wiary                                                                    |
| Fernández Artime, Ángel           | Hiszpania                     | 21 sierpnia 1960(dts)     | 30 września 2023(dts)     | Franciszek      | kardynał diakon     | Tak     | proprefekt Dykasterii ds. Instytutów Życia Konsekrowanego i Stowarzyszeń Życia Apostolskiego      |
| Feroci, Enrico                    | Włochy                        | 27 sierpnia 1940(dts)     | 28 listopada 2020(dts)    | Franciszek      | kardynał diakon     | Nie     | proboszcz parafii Matki Bożej Miłości w Rzymie                                                    |
| Ferrão, Filipe Neri               | Indie                         | 20 stycznia 1953(dts)     | 27 sierpnia 2022(dts)     | Franciszek      | kardynał prezbiter  | Tak     | arcybiskup Goa i Damanu                                                                           |
| Ferrer, Luis Ladaria              | Hiszpania                     | 19 kwietnia 1944(dts)     | 28 czerwca 2018(dts)      | Franciszek      | kardynał diakon     | Nie     | emeryt. prefekt Dykasterii Nauki Wiary                                                            |
| Filoni, Fernando                  | Włochy                        | 15 kwietnia 1946(dts)     | 18 lutego 2012(dts)       | Benedykt XVI    | kardynał biskup     | Tak     | emeryt. prefekt Kongregacji ds. Ewangelizacji Narodów                                             |
| Fitzgerald, Michael               | Zjednoczone Królestwo         | 17 sierpnia 1937(dts)     | 5 października 2019(dts)  | Franciszek      | kardynał diakon     | Nie     | były nuncjusz apostolski                                                                          |
| Francis, Sebastian                | Malezja                       | 11 listopada 1951(dts)    | 30 września 2023(dts)     | Franciszek      | kardynał prezbiter  | Tak     | biskup Penang                                                                                     |
| Frezza, Fortunato                 | Włochy                        | 6 lutego 1942(dts)        | 27 sierpnia 2022(dts)     | Franciszek      | kardynał diakon     | Nie     | kanonik Bazyliki św. Piotra                                                                       |
| Gambetti, Mauro                   | Włochy                        | 27 października 1965(dts) | 28 listopada 2020(dts)    | Franciszek      | kardynał diakon     | Tak     | przewodniczący Fabryki Świętego Piotra                                                            |
| García Rodríguez, Juan            | Kuba                          | 11 lipca 1948(dts)        | 5 października 2019(dts)  | Franciszek      | kardynał prezbiter  | Tak     | arcybiskup San Cristobal de la Habana                                                             |
| Ghirlanda, Gianfranco             | Włochy                        | 5 lipca 1942(dts)         | 27 sierpnia 2022(dts)     | Franciszek      | kardynał diakon     | Nie     | były rektor Papieskiego Uniwersytetu Gregoriańskiego                                              |
| Goh, William                      | Singapur                      | 25 czerwca 1957(dts)      | 27 sierpnia 2022(dts)     | Franciszek      | kardynał prezbiter  | Tak     | arcybiskup Singapuru                                                                              |
| Gomes Furtado, Arlindo            | Republika Zielonego Przylądka | 15 listopada 1949(dts)    | 14 lutego 2015(dts)       | Franciszek      | kardynał prezbiter  | Tak     | biskup Santiago de Cabo Verde                                                                     |
| Gracias, Oswald                   | Indie                         | 24 grudnia 1944(dts)      | 24 listopada 2007(dts)    | Benedykt XVI    | kardynał prezbiter  | Nie     | emeryt. arcybiskup Bombaju                                                                        |
| Grech, Mario                      | Malta                         | 20 lutego 1957(dts)       | 28 listopada 2020(dts)    | Franciszek      | kardynał diakon     | Tak     | sekretarz generalny Synodu Biskupów                                                               |
| Gregory, Wilton                   | Stany Zjednoczone             | 7 grudnia 1947(dts)       | 28 listopada 2020(dts)    | Franciszek      | kardynał prezbiter  | Tak     | emeryt. arcybiskup Waszyngtonu                                                                    |
| Gugerotti, Claudio                | Włochy                        | 7 października 1955(dts)  | 30 września 2023(dts)     | Franciszek      | kardynał diakon     | Tak     | prefekt Dykasterii ds. Kościołów Wschodnich                                                       |
| Harvey, James Michael             | Stany Zjednoczone             | 20 października 1949(dts) | 24 listopada 2012(dts)    | Benedykt XVI    | kardynał prezbiter  | Tak     | archiprezbiter Bazyliki św. Pawła za Murami                                                       |
| Herranz Casado, Julián            | Hiszpania                     | 31 marca 1930(dts)        | 21 października 2003(dts) | Jan Paweł II    | kardynał prezbiter  | Nie     | emeryt. przewodniczący Papieskiej Rady ds. Tekstów Prawnych                                       |
| Hollerich, Jean-Claude            | Luksemburg                    | 9 sierpnia 1958(dts)      | 5 października 2019(dts)  | Franciszek      | kardynał prezbiter  | Tak     | arcybiskup Luksemburga                                                                            |
| Jiménez Carvajal, Jorge Enrique   | Kolumbia                      | 29 marca 1942(dts)        | 27 sierpnia 2022(dts)     | Franciszek      | kardynał prezbiter  | Nie     | emeryt. arcybiskup Cartageny                                                                      |
| Kambanda, Antoine                 | Rwanda                        | 10 listopada 1958(dts)    | 28 listopada 2020(dts)    | Franciszek      | kardynał prezbiter  | Tak     | arcybiskup Kigali                                                                                 |
| Kasper, Walter                    | Niemcy                        | 5 marca 1933(dts)         | 21 lutego 2001(dts)       | Jan Paweł II    | kardynał prezbiter  | Nie     | emeryt. przewodniczący Papieskiej Rady ds. Popierania Jedności Chrześcijan                        |
| Kikuchi, Tarcisio Isao            | Japonia                       | 1 listopada 1958(dts)     | 7 grudnia 2024(dts)       | Franciszek      | kardynał prezbiter  | Tak     | arcybiskup Tokio                                                                                  |
| Kitbunchu, Michael Michai         | Tajlandia                     | 25 stycznia 1929(dts)     | 2 lutego 1983(dts)        | Jan Paweł II    | kardynał prezbiter  | Nie     | emeryt. arcybiskup Bangkoku; kardynał protoprezbiter                                              |
| Koch, Kurt                        | Szwajcaria                    | 15 marca 1950(dts)        | 20 listopada 2010(dts)    | Benedykt XVI    | kardynał prezbiter  | Tak     | prefekt Dykasterii ds. Popierania Jedności Chrześcijan                                            |
| Koovakad, George                  | Indie                         | 11 sierpnia 1973(dts)     | 7 grudnia 2024(dts)       | Franciszek      | kardynał diakon     | Tak     | prefekt Dykasterii ds. Dialogu Międzyreligijnego                                                  |
| Kovithavanij, Kriengsak           | Tajlandia                     | 27 czerwca 1949(dts)      | 14 lutego 2015(dts)       | Franciszek      | kardynał prezbiter  | Tak     | emeryt. arcybiskup Bangkoku                                                                       |
| Krajewski, Konrad                 | Polska                        | 25 listopada 1963(dts)    | 28 czerwca 2018(dts)      | Franciszek      | kardynał diakon     | Tak     | prefekt Dykasterii ds. Posługi Miłosierdzia; jałmużnik papieski                                   |
| Kutwa, Jean-Pierre                | Wybrzeże Kości Słoniowej      | 22 grudnia 1945(dts)      | 22 lutego 2014(dts)       | Franciszek      | kardynał prezbiter  | Tak     | emeryt. arcybiskup Abidżanu                                                                       |
| Lacroix, Gérald                   | Kanada                        | 27 lipca 1957(dts)        | 22 lutego 2014(dts)       | Franciszek      | kardynał prezbiter  | Tak     | arcybiskup Quebecu                                                                                |
| Lacunza Maestrojuán, José Luis    | Panama                        | 24 lutego 1944(dts)       | 14 lutego 2015(dts)       | Franciszek      | kardynał prezbiter  | Nie     | emeryt. biskup David                                                                              |
| Lajolo, Giovanni                  | Włochy                        | 3 stycznia 1935(dts)      | 24 listopada 2007(dts)    | Benedykt XVI    | kardynał prezbiter  | Nie     | emeryt. prezydent Gubernatoratu Państwa Watykańskiego                                             |
| Langa, Júlio Duarte               | Mozambik                      | 27 października 1927(dts) | 14 lutego 2015(dts)       | Franciszek      | kardynał prezbiter  | Nie     | emeryt. biskup Xai-Xai                                                                            |
| Langlois, Chibly                  | Haiti                         | 29 listopada 1958(dts)    | 22 lutego 2014(dts)       | Franciszek      | kardynał prezbiter  | Tak     | biskup Les Cayes                                                                                  |
| Leo, Frank                        | Kanada                        | 30 czerwca 1971(dts)      | 7 grudnia 2024(dts)       | Franciszek      | kardynał prezbiter  | Tak     | arcybiskup Toronto                                                                                |
| Lojudice, Augusto Paolo           | Włochy                        | 1 lipca 1964(dts)         | 28 listopada 2020(dts)    | Franciszek      | kardynał prezbiter  | Tak     | arcybiskup Sieny; biskup Montepulciano-Chiusi-Pienza                                              |
| López Rodriguez, Nicolás de Jesús | Dominikana                    | 31 października 1936(dts) | 28 czerwca 1991(dts)      | Jan Paweł II    | kardynał prezbiter  | Nie     | emeryt. arcybiskup Santo Domingo                                                                  |
| López Romero, Cristóbal           | Maroko                        | 19 maja 1952(dts)         | 5 października 2019(dts)  | Franciszek      | kardynał prezbiter  | Tak     | arcybiskup Rabatu                                                                                 |
| Maeda, Thomas Aquino Man’yō       | Japonia                       | 3 marca 1949(dts)         | 28 czerwca 2018(dts)      | Franciszek      | kardynał prezbiter  | Tak     | arcybiskup Osaki                                                                                  |
| Mafi, Soane Patita Paini          | Tonga                         | 19 grudnia 1961(dts)      | 14 lutego 2015(dts)       | Franciszek      | kardynał prezbiter  | Tak     | biskup Tonga                                                                                      |
| Mahony, Roger                     | Stany Zjednoczone             | 27 lutego 1936(dts)       | 28 czerwca 1991(dts)      | Jan Paweł II    | kardynał prezbiter  | Nie     | emeryt. arcybiskup Los Angeles                                                                    |
| Maida, Adam                       | Stany Zjednoczone             | 18 marca 1930(dts)        | 26 listopada 1994(dts)    | Jan Paweł II    | kardynał prezbiter  | Nie     | emeryt. arcybiskup Detroit                                                                        |
| Makrickas, Rolandas               | Litwa                         | 31 stycznia 1972(dts)     | 7 grudnia 2024(dts)       | Franciszek      | kardynał diakon     | Tak     | archiprezbiter Bazyliki Matki Bożej Większej                                                      |
| Mamberti, Dominique               | Francja                       | 7 marca 1952(dts)         | 14 lutego 2015(dts)       | Franciszek      | kardynał diakon     | Tak     | prefekt Najwyższego Trybunału Sygnatury Apostolskiej; kardynał protodiakon                        |
| Mangkhanekhoun, Louis-Marie Ling  | Laos                          | 8 kwietnia 1944(dts)      | 28 czerwca 2017(dts)      | Franciszek      | kardynał prezbiter  | Nie     | emeryt. wikariusz apostolski Vientiane                                                            |
| Marchetto, Agostino               | Włochy                        | 28 sierpnia 1940(dts)     | 30 września 2023(dts)     | Franciszek      | kardynał diakon     | Nie     | były nuncjusz apostolski                                                                          |
| Marengo, Giorgio                  | Mongolia                      | 7 czerwca 1974(dts)       | 27 sierpnia 2022(dts)     | Franciszek      | kardynał prezbiter  | Tak     | prefekt apostolski Ułan Bator                                                                     |
| Marto, António                    | Portugalia                    | 5 maja 1947(dts)          | 28 czerwca 2018(dts)      | Franciszek      | kardynał prezbiter  | Tak     | emeryt. biskup Leirii-Fátimy                                                                      |
| Martínez Flores, Adalberto        | Paragwaj                      | 8 lipca 1951(dts)         | 27 sierpnia 2022(dts)     | Franciszek      | kardynał prezbiter  | Tak     | arcybiskup Asunción                                                                               |
| Martínez Sistach, Lluís           | Hiszpania                     | 29 kwietnia 1937(dts)     | 24 listopada 2007(dts)    | Benedykt XVI    | kardynał prezbiter  | Nie     | emeryt. arcybiskup Barcelony                                                                      |
| Marx, Reinhard                    | Niemcy                        | 21 września 1953(dts)     | 20 listopada 2010(dts)    | Benedykt XVI    | kardynał prezbiter  | Tak     | arcybiskup Monachium i Fryzyngi                                                                   |
| Mathieu, Dominique                | Iran                          | 13 czerwca 1963(dts)      | 7 grudnia 2024(dts)       | Franciszek      | kardynał prezbiter  | Tak     | arcybiskup teherańsko-isfahański                                                                  |
| McElroy, Robert                   | Stany Zjednoczone             | 5 lutego 1954(dts)        | 27 sierpnia 2022(dts)     | Franciszek      | kardynał prezbiter  | Tak     | arcybiskup Waszyngtonu                                                                            |
| Mendonça, José Tolentino          | Portugalia                    | 15 grudnia 1965(dts)      | 5 października 2019(dts)  | Franciszek      | kardynał diakon     | Tak     | prefekt Dykasterii ds. Kultury i Edukacji                                                         |
| Menichelli, Edoardo               | Włochy                        | 14 października 1939(dts) | 14 lutego 2015(dts)       | Franciszek      | kardynał prezbiter  | Nie     | emeryt. arcybiskup Ancony                                                                         |
| Miglio, Arrigo                    | Włochy                        | 18 lipca 1942(dts)        | 27 sierpnia 2022(dts)     | Franciszek      | kardynał prezbiter  | Nie     | emeryt. arcybiskup Cagliari                                                                       |
| Monteiro de Castro, Manuel        | Portugalia                    | 29 marca 1938(dts)        | 18 lutego 2012(dts)       | Benedykt XVI    | kardynał prezbiter  | Nie     | emeryt. penitencjariusz większy                                                                   |
| Monterisi, Francesco              | Włochy                        | 28 maja 1934(dts)         | 20 listopada 2010(dts)    | Benedykt XVI    | kardynał prezbiter  | Nie     | emeryt. archiprezbiter Bazyliki św. Pawła za Murami                                               |
| Montenegro, Francesco             | Włochy                        | 22 maja 1946(dts)         | 14 lutego 2015(dts)       | Franciszek      | kardynał prezbiter  | Tak     | emeryt. arcybiskup Agrigento                                                                      |
| Mulla, Stephen Ameyu              | Sudan Południowy              | 10 stycznia 1964(dts)     | 30 września 2023(dts)     | Franciszek      | kardynał prezbiter  | Tak     | arcybiskup Dżuby                                                                                  |
| Müller, Gerhard Ludwig            | Niemcy                        | 31 grudnia 1947(dts)      | 22 lutego 2014(dts)       | Franciszek      | kardynał prezbiter  | Tak     | emeryt. prefekt Kongregacji Nauki Wiary                                                           |
| Mureșan, Lucian                   | Rumunia                       | 23 maja 1931(dts)         | 18 lutego 2012(dts)       | Benedykt XVI    | kardynał prezbiter  | Nie     | arcybiskup większy Fogaraszu i Alba Iulia                                                         |
| Napier, Wilfrid Fox               | Południowa Afryka             | 8 marca 1941(dts)         | 21 lutego 2001(dts)       | Jan Paweł II    | kardynał prezbiter  | Nie     | emeryt. arcybiskup Durbanu                                                                        |
| Német, László                     | Serbia                        | 7 września 1956(dts)      | 7 grudnia 2024(dts)       | Franciszek      | kardynał prezbiter  | Tak     | arcybiskup Belgradu                                                                               |
| Nguyễn Văn Nhơn, Pierre           | Wietnam                       | 1 kwietnia 1938(dts)      | 14 lutego 2015(dts)       | Franciszek      | kardynał prezbiter  | Nie     | emeryt. arcybiskup Hanoi                                                                          |
| Nichols, Vincent                  | Zjednoczone Królestwo         | 8 listopada 1945(dts)     | 22 lutego 2014(dts)       | Franciszek      | kardynał prezbiter  | Tak     | arcybiskup Westminsteru                                                                           |
| Njue, John                        | Kenia                         | 1 stycznia 1946(dts)      | 24 listopada 2007(dts)    | Benedykt XVI    | kardynał prezbiter  | Tak     | emeryt. arcybiskup Nairobi                                                                        |
| Nycz, Kazimierz                   | Polska                        | 1 lutego 1950(dts)        | 20 listopada 2010(dts)    | Benedykt XVI    | kardynał prezbiter  | Tak     | emeryt. arcybiskup Warszawy                                                                       |
| Nzapalainga, Dieudonné            | Republika Środkowoafrykańska  | 14 marca 1967(dts)        | 19 listopada 2016(dts)    | Franciszek      | kardynał prezbiter  | Tak     | arcybiskup Bangi                                                                                  |
| O’Brien, Edwin                    | Stany Zjednoczone             | 8 kwietnia 1939(dts)      | 18 lutego 2012(dts)       | Benedykt XVI    | kardynał prezbiter  | Nie     | emeryt. wielki mistrz Zakonu Rycerskiego Grobu Bożego w Jerozolimie                               |
| O’Malley, Seán                    | Stany Zjednoczone             | 29 czerwca 1944(dts)      | 24 marca 2006(dts)        | Benedykt XVI    | kardynał prezbiter  | Nie     | emeryt. arcybiskup Bostonu                                                                        |
| Okogie, Anthony                   | Nigeria                       | 16 czerwca 1936(dts)      | 21 października 2003(dts) | Jan Paweł II    | kardynał prezbiter  | Nie     | emeryt. arcybiskup Lagosu                                                                         |
| Okpaleke, Peter Ebere             | Nigeria                       | 1 marca 1963(dts)         | 27 sierpnia 2022(dts)     | Franciszek      | kardynał prezbiter  | Tak     | biskup Ekwulobii                                                                                  |
| Omella Omella, Juan José          | Hiszpania                     | 21 kwietnia 1946(dts)     | 28 czerwca 2017(dts)      | Franciszek      | kardynał prezbiter  | Tak     | arcybiskup Barcelony                                                                              |
| Onaiyekan, John                   | Nigeria                       | 29 stycznia 1944(dts)     | 24 listopada 2012(dts)    | Benedykt XVI    | kardynał prezbiter  | Nie     | emeryt. arcybiskup Abudży                                                                         |
| Osoro Sierra, Carlos              | Hiszpania                     | 16 maja 1945(dts)         | 19 listopada 2016(dts)    | Franciszek      | kardynał prezbiter  | Nie     | emeryt. arcybiskup Madrytu                                                                        |
| Ouédraogo, Philippe               | Burkina Faso                  | 31 grudnia 1945(dts)      | 22 lutego 2014(dts)       | Franciszek      | kardynał prezbiter  | Tak     | emeryt. arcybiskup Wagadugu                                                                       |
| Ouellet, Marc                     | Kanada                        | 8 czerwca 1944(dts)       | 21 października 2003(dts) | Jan Paweł II    | kardynał biskup     | Nie     | emeryt. prefekt Dykasterii ds. Biskupów                                                           |
| Padrón, Diego                     | Wenezuela                     | 17 maja 1939(dts)         | 30 września 2023(dts)     | Franciszek      | kardynał prezbiter  | Nie     | emeryt. arcybiskup Cumany                                                                         |
| Parolin, Pietro                   | Włochy                        | 17 stycznia 1955(dts)     | 22 lutego 2014(dts)       | Franciszek      | kardynał biskup     | Tak     | sekretarz stanu Stolicy Apostolskiej                                                              |
| Pengo, Polycarp                   | Tanzania                      | 5 sierpnia 1944(dts)      | 21 lutego 1998(dts)       | Jan Paweł II    | kardynał prezbiter  | Nie     | emeryt. arcybiskup Dar es Salaam                                                                  |
| Petrocchi, Giuseppe               | Włochy                        | 19 sierpnia 1948(dts)     | 28 czerwca 2018(dts)      | Franciszek      | kardynał prezbiter  | Tak     | emeryt. arcybiskup L’Aquili                                                                       |
| Phạm Minh Mẫn, Jean-Baptiste      | Wietnam                       | 5 marca 1934(dts)         | 21 października 2003(dts) | Jan Paweł II    | kardynał prezbiter  | Nie     | emeryt. arcybiskup Ho Chi Minh                                                                    |
| Piacenza, Mauro                   | Włochy                        | 15 września 1944(dts)     | 20 listopada 2010(dts)    | Benedykt XVI    | kardynał prezbiter  | Nie     | emeryt. penitencjariusz większy                                                                   |
| Piat, Maurice                     | Mauritius                     | 19 lipca 1941(dts)        | 19 listopada 2016(dts)    | Franciszek      | kardynał prezbiter  | Nie     | emeryt. biskup Port Louis                                                                         |
| Pierre, Christophe                | Francja                       | 30 stycznia 1946(dts)     | 30 września 2023(dts)     | Franciszek      | kardynał diakon     | Tak     | nuncjusz apostolski w Stanach Zjednoczonych                                                       |
| Pizzaballa, Pierbattista          | Włochy                        | 21 kwietnia 1965(dts)     | 30 września 2023(dts)     | Franciszek      | kardynał prezbiter  | Tak     | łaciński patriarcha Jerozolimy                                                                    |
| Poli, Mario Aurelio               | Argentyna                     | 29 listopada 1947(dts)    | 22 lutego 2014(dts)       | Franciszek      | kardynał prezbiter  | Tak     | emeryt. arcybiskup Buenos Aires                                                                   |
| Poola, Anthony                    | Indie                         | 15 listopada 1961(dts)    | 27 sierpnia 2022(dts)     | Franciszek      | kardynał prezbiter  | Tak     | arcybiskup Hajdarabadu                                                                            |
| Porras Cardozo, Baltazar          | Wenezuela                     | 10 października 1944(dts) | 19 listopada 2016(dts)    | Franciszek      | kardynał prezbiter  | Nie     | emeryt. arcybiskup Caracas                                                                        |
| Poupard, Paul                     | Francja                       | 30 sierpnia 1930(dts)     | 25 maja 1985(dts)         | Jan Paweł II    | kardynał prezbiter  | Nie     | emeryt. przewodniczący Papieskiej Rady ds. Kultury                                                |
| Pujats, Jānis                     | Łotwa                         | 14 listopada 1930(dts)    | 21 lutego 1998(dts)       | Jan Paweł II    | kardynał prezbiter  | Nie     | emeryt. arcybiskup Rygi                                                                           |
| Puljić, Vinko                     | Bośnia i Hercegowina          | 8 września 1945(dts)      | 26 listopada 1994(dts)    | Jan Paweł II    | kardynał prezbiter  | Tak     | emeryt. arcybiskup Sarajewa                                                                       |
| Quevedo, Orlando                  | Filipiny                      | 11 marca 1939(dts)        | 22 lutego 2014(dts)       | Franciszek      | kardynał prezbiter  | Nie     | emeryt. arcybiskup Cotabato                                                                       |
| Radcliffe, Timothy                | Zjednoczone Królestwo         | 22 sierpnia 1945(dts)     | 7 grudnia 2024(dts)       | Franciszek      | kardynał diakon     | Tak     | były generał Zakonu Kaznodziejskiego                                                              |
| Raï, Béchara Boutros              | Liban                         | 25 lutego 1940(dts)       | 24 listopada 2012(dts)    | Benedykt XVI    | kardynał biskup     | Nie     | patriarcha Antiochii obrządku maronickiego                                                        |
| Ramazzini, Alvaro                 | Gwatemala                     | 16 lipca 1947(dts)        | 5 października 2019(dts)  | Franciszek      | kardynał prezbiter  | Tak     | biskup Huehuetenango                                                                              |
| Ranjith, Malcolm                  | Sri Lanka                     | 15 listopada 1947(dts)    | 20 listopada 2010(dts)    | Benedykt XVI    | kardynał prezbiter  | Tak     | arcybiskup Kolombo                                                                                |
| Ravasi, Gianfranco                | Włochy                        | 18 października 1942(dts) | 20 listopada 2010(dts)    | Benedykt XVI    | kardynał prezbiter  | Nie     | emeryt. przewodniczący Papieskiej Rady ds. Kultury                                                |
| Re, Giovanni Battista             | Włochy                        | 30 stycznia 1934(dts)     | 21 lutego 2001(dts)       | Jan Paweł II    | kardynał biskup     | Nie     | emeryt. prefekt Kongregacji ds. Biskupów; dziekan Kolegium Kardynalskiego; tytularny biskup Ostii |
| Reina, Baldassare                 | Włochy                        | 26 listopada 1970(dts)    | 7 grudnia 2024(dts)       | Franciszek      | kardynał prezbiter  | Tak     | wikariusz generalny Rzymu; archiprezbiter Bazyliki św. Jana na Lateranie                          |
| Repole, Roberto                   | Włochy                        | 29 stycznia 1967(dts)     | 7 grudnia 2024(dts)       | Franciszek      | kardynał prezbiter  | Tak     | arcybiskup Turynu                                                                                 |
| Ribat, John                       | Papua-Nowa Gwinea             | 9 lutego 1957(dts)        | 19 listopada 2016(dts)    | Franciszek      | kardynał prezbiter  | Tak     | arcybiskup Port Moresby                                                                           |
| Ricard, Jean-Pierre               | Francja                       | 25 września 1944(dts)     | 24 marca 2006(dts)        | Benedykt XVI    | kardynał prezbiter  | Nie     | emeryt. arcybiskup Bordeaux                                                                       |
| Rigali, Justin Francis            | Stany Zjednoczone             | 19 kwietnia 1935(dts)     | 21 października 2003(dts) | Jan Paweł II    | kardynał prezbiter  | Nie     | emeryt. arcybiskup Filadelfii                                                                     |
| Rivera Carrera, Norberto          | Meksyk                        | 6 czerwca 1942(dts)       | 21 lutego 1998(dts)       | Jan Paweł II    | kardynał prezbiter  | Nie     | emeryt. arcybiskup Meksyku                                                                        |
| Robles Ortega, Francisco          | Meksyk                        | 2 marca 1949(dts)         | 24 listopada 2007(dts)    | Benedykt XVI    | kardynał prezbiter  | Tak     | arcybiskup Guadalajary                                                                            |
| Roche, Arthur                     | Zjednoczone Królestwo         | 6 marca 1950(dts)         | 27 sierpnia 2022(dts)     | Franciszek      | kardynał diakon     | Tak     | prefekt Dykasterii ds. Kultu Bożego i Dyscypliny Sakramentów                                      |
| Rodé, Franc                       | Słowenia                      | 23 września 1934(dts)     | 24 marca 2006(dts)        | Benedykt XVI    | kardynał prezbiter  | Nie     | emeryt. prefekt Kongregacji ds. Instytutów Życia Konsekrowanego i Stow. Życia Apost.              |
| Rodríguez Maradiaga, Óscar Andrés | Honduras                      | 29 grudnia 1942(dts)      | 21 lutego 2001(dts)       | Jan Paweł II    | kardynał prezbiter  | Nie     | emeryt. arcybiskup Tegucigalpy                                                                    |
| Romeo, Paolo                      | Włochy                        | 20 lutego 1938(dts)       | 20 listopada 2010(dts)    | Benedykt XVI    | kardynał prezbiter  | Nie     | emeryt. arcybiskup Palermo                                                                        |
| Rosa Chávez, Gregorio             | Salwador                      | 3 września 1942(dts)      | 28 czerwca 2017(dts)      | Franciszek      | kardynał prezbiter  | Nie     | emeryt. biskup pomocniczy San Salwador                                                            |
| Rosales, Gaudencio                | Filipiny                      | 10 sierpnia 1932(dts)     | 24 marca 2006(dts)        | Benedykt XVI    | kardynał prezbiter  | Nie     | emeryt. arcybiskup Manili                                                                         |
| Rossi, Ángel Sixto                | Argentyna                     | 11 sierpnia 1958(dts)     | 30 września 2023(dts)     | Franciszek      | kardynał prezbiter  | Tak     | arcybiskup Córdoby                                                                                |
| Rouco Varela, Antonio María       | Hiszpania                     | 20 sierpnia 1936(dts)     | 21 lutego 1998(dts)       | Jan Paweł II    | kardynał prezbiter  | Nie     | emeryt. arcybiskup Madrytu                                                                        |
| Rueda Aparicio, Luis José         | Kolumbia                      | 3 marca 1962(dts)         | 30 września 2023(dts)     | Franciszek      | kardynał prezbiter  | Tak     | arcybiskup Bogoty                                                                                 |
| Rugambwa, Protase                 | Tanzania                      | 31 maja 1960(dts)         | 30 września 2023(dts)     | Franciszek      | kardynał prezbiter  | Tak     | arcybiskup Tabory                                                                                 |
| Ruini, Camillo                    | Włochy                        | 19 lutego 1931(dts)       | 28 czerwca 1991(dts)      | Jan Paweł II    | kardynał prezbiter  | Nie     | emeryt. wikariusz generalny Rzymu                                                                 |
| Ryłko, Stanisław                  | Polska                        | 4 lipca 1945(dts)         | 24 listopada 2007(dts)    | Benedykt XVI    | kardynał prezbiter  | Nie     | emeryt. archiprezbiter Bazyliki Matki Bożej Większej                                              |
| Ryś, Grzegorz                     | Polska                        | 9 lutego 1964(dts)        | 30 września 2023(dts)     | Franciszek      | kardynał prezbiter  | Tak     | arcybiskup Łodzi                                                                                  |
| Sako, Louis Raphaël I             | Irak                          | 4 lipca 1948(dts)         | 28 czerwca 2018(dts)      | Franciszek      | kardynał biskup     | Tak     | chaldejski patriarcha Bagdadu                                                                     |
| Salazar Gómez, Rubén              | Kolumbia                      | 22 września 1942(dts)     | 24 listopada 2012(dts)    | Benedykt XVI    | kardynał prezbiter  | Nie     | emeryt. arcybiskup Bogoty                                                                         |
| Sandoval Íñiguez, Juan            | Meksyk                        | 28 marca 1933(dts)        | 26 listopada 1994(dts)    | Jan Paweł II    | kardynał prezbiter  | Nie     | emeryt. arcybiskup Guadalajary                                                                    |
| Sandri, Leonardo                  | Argentyna                     | 18 listopada 1943(dts)    | 24 listopada 2007(dts)    | Benedykt XVI    | kardynał biskup     | Nie     | emeryt. prefekt Dykasterii ds. Kościołów Wschodnich; subdziekan Kolegium Kardynalskiego           |
| Sarah, Robert                     | Gwinea                        | 15 czerwca 1945(dts)      | 20 listopada 2010(dts)    | Benedykt XVI    | kardynał prezbiter  | Nie     | emeryt. prefekt Kongregacji ds. Kultu Bożego i Dyscypliny Sakramentów                             |
| Saraiva Martins, José             | Portugalia                    | 6 stycznia 1932(dts)      | 21 lutego 2001(dts)       | Jan Paweł II    | kardynał biskup     | Nie     | emeryt. prefekt Kongregacji Spraw Kanonizacyjnych                                                 |
| Sarr, Théodore-Adrien             | Senegal                       | 28 listopada 1936(dts)    | 24 listopada 2007(dts)    | Benedykt XVI    | kardynał prezbiter  | Nie     | emeryt. arcybiskup Dakaru                                                                         |
| Scherer, Odilo                    | Brazylia                      | 21 września 1949(dts)     | 24 listopada 2007(dts)    | Benedykt XVI    | kardynał prezbiter  | Tak     | arcybiskup São Paulo                                                                              |
| Schönborn, Christoph              | Austria                       | 22 stycznia 1945(dts)     | 21 lutego 1998(dts)       | Jan Paweł II    | kardynał prezbiter  | Nie     | emeryt. arcybiskup Wiednia                                                                        |
| Scola, Angelo                     | Włochy                        | 7 listopada 1941(dts)     | 21 października 2003(dts) | Jan Paweł II    | kardynał prezbiter  | Nie     | emeryt. arcybiskup Mediolanu                                                                      |
| Semeraro, Marcello                | Włochy                        | 22 grudnia 1947(dts)      | 28 listopada 2020(dts)    | Franciszek      | kardynał diakon     | Tak     | prefekt Dykasterii Spraw Kanonizacyjnych                                                          |
| Sepe, Crescenzio                  | Włochy                        | 2 czerwca 1943(dts)       | 21 lutego 2001(dts)       | Jan Paweł II    | kardynał prezbiter  | Nie     | emeryt. arcybiskup Neapolu                                                                        |
| Simoni, Ernest                    | Albania                       | 18 października 1928(dts) | 19 listopada 2016(dts)    | Franciszek      | kardynał diakon     | Nie     |                                                                                                   |
| Souraphiel, Berhaneyesus Demerew  | Etiopia                       | 14 lipca 1948(dts)        | 14 lutego 2015(dts)       | Franciszek      | kardynał prezbiter  | Tak     | arcybiskup Addis Abeby                                                                            |
| Spengler, Jaime                   | Brazylia                      | 6 września 1960(dts)      | 7 grudnia 2024(dts)       | Franciszek      | kardynał prezbiter  | Tak     | arcybiskup Porto Alegre                                                                           |
| Stafford, James                   | Stany Zjednoczone             | 26 lipca 1932(dts)        | 21 lutego 1998(dts)       | Jan Paweł II    | kardynał prezbiter  | Nie     | emeryt. penitencjariusz większy                                                                   |
| Steiner, Leonardo Ulrich          | Brazylia                      | 6 listopada 1950(dts)     | 27 sierpnia 2022(dts)     | Franciszek      | kardynał prezbiter  | Tak     | arcybiskup Manaus                                                                                 |
| Stella, Beniamino                 | Włochy                        | 18 sierpnia 1941(dts)     | 22 lutego 2014(dts)       | Franciszek      | kardynał biskup     | Nie     | emeryt. prefekt Kongregacji ds. Duchowieństwa                                                     |
| Sturla, Daniel                    | Urugwaj                       | 4 lipca 1959(dts)         | 14 lutego 2015(dts)       | Franciszek      | kardynał prezbiter  | Tak     | arcybiskup Montevideo                                                                             |
| Suárez Inda, Alberto              | Meksyk                        | 30 stycznia 1939(dts)     | 14 lutego 2015(dts)       | Franciszek      | kardynał prezbiter  | Nie     | emeryt. arcybiskup Morelli                                                                        |
| Suharyo Hardjoatmodjo, Ignatius   | Indonezja                     | 9 lipca 1950(dts)         | 5 października 2019(dts)  | Franciszek      | kardynał prezbiter  | Tak     | arcybiskup Dżakarty                                                                               |
| Tagle, Luis Antonio               | Filipiny                      | 21 czerwca 1957(dts)      | 24 listopada 2012(dts)    | Benedykt XVI    | kardynał biskup     | Tak     | pro-prefekt Dykasterii ds. Ewangelizacji                                                          |
| Tamkevičius, Sigitas              | Litwa                         | 7 listopada 1938(dts)     | 5 października 2019(dts)  | Franciszek      | kardynał prezbiter  | Nie     | emeryt. arcybiskup Kowna                                                                          |
| Tempesta, Orani João              | Brazylia                      | 23 czerwca 1950(dts)      | 22 lutego 2014(dts)       | Franciszek      | kardynał prezbiter  | Tak     | arcybiskup São Sebastião do Rio de Janeiro                                                        |
| Thottunkal, Baselios Cleemis      | Indie                         | 15 czerwca 1959(dts)      | 24 listopada 2012(dts)    | Benedykt XVI    | kardynał prezbiter  | Tak     | arcybiskup większy Trivandrum                                                                     |
| Ticona Porco, Toribio             | Boliwia                       | 25 kwietnia 1937(dts)     | 28 czerwca 2018(dts)      | Franciszek      | kardynał prezbiter  | Nie     | emeryt. prałat terytorialny Corocoro                                                              |
| Tobin, Joseph                     | Stany Zjednoczone             | 3 maja 1952(dts)          | 19 listopada 2016(dts)    | Franciszek      | kardynał prezbiter  | Tak     | arcybiskup Newark                                                                                 |
| Tomasi, Silvano                   | Włochy                        | 12 października 1940(dts) | 28 listopada 2020(dts)    | Franciszek      | kardynał diakon     | Nie     | Delegat specjalny przy Zakonie Maltańskim                                                         |
| Tong Hon, John                    | Chiny                         | 31 lipca 1939(dts)        | 18 lutego 2012(dts)       | Benedykt XVI    | kardynał prezbiter  | Nie     | emeryt. biskup Hongkongu                                                                          |
| Tsarahazana, Désiré               | Madagaskar                    | 13 czerwca 1954(dts)      | 28 czerwca 2018(dts)      | Franciszek      | kardynał prezbiter  | Tak     | arcybiskup Toamasiny                                                                              |
| Tscherrig, Emil Paul              | Szwajcaria                    | 3 lutego 1947(dts)        | 30 września 2023(dts)     | Franciszek      | kardynał diakon     | Tak     | emeryt. nuncjusz apostolski we Włoszech i w San Marino                                            |
| Turkson, Peter                    | Ghana                         | 11 października 1948(dts) | 21 października 2003(dts) | Jan Paweł II    | kardynał prezbiter  | Tak     | kanclerz Papieskiej Akademii Nauk i Papieskiej Akademii Nauk Społecznych                          |
| Vallini, Agostino                 | Włochy                        | 17 kwietnia 1940(dts)     | 24 marca 2006(dts)        | Benedykt XVI    | kardynał prezbiter  | Nie     | emeryt. wikariusz generalny Rzymu                                                                 |
| Vegliò, Antonio Maria             | Włochy                        | 3 lutego 1938(dts)        | 18 lutego 2012(dts)       | Benedykt XVI    | kardynał prezbiter  | Nie     | emeryt. przewodniczący Papieskiej Rady ds. Duszpasterstwa Migrantów i Podróżujących               |
| Vérgez Alzaga, Fernando           | Hiszpania                     | 1 marca 1945(dts)         | 27 sierpnia 2022(dts)     | Franciszek      | kardynał diakon     | Nie     | emeryt. prezydent Gubernatoratu Państwa Watykańskiego                                             |
| Versaldi, Giuseppe                | Włochy                        | 30 lipca 1943(dts)        | 18 lutego 2012(dts)       | Benedykt XVI    | kardynał prezbiter  | Nie     | emeryt. prefekt Kongregacji ds. Edukacji Katolickiej                                              |
| Vesco, Jean-Paul                  | Algieria                      | 10 marca 1962(dts)        | 7 grudnia 2024(dts)       | Franciszek      | kardynał prezbiter  | Tak     | arcybiskup Algieru                                                                                |
| Villalba, Luis Héctor             | Argentyna                     | 11 października 1934(dts) | 14 lutego 2015(dts)       | Franciszek      | kardynał prezbiter  | Nie     | emeryt. arcybiskup Tucumán                                                                        |
| Wamala, Emmanuel                  | Uganda                        | 15 grudnia 1926(dts)      | 26 listopada 1994(dts)    | Jan Paweł II    | kardynał prezbiter  | Nie     | emeryt. arcybiskup Kampali                                                                        |
| Wetter, Friedrich                 | Niemcy                        | 20 lutego 1928(dts)       | 25 maja 1985(dts)         | Jan Paweł II    | kardynał prezbiter  | Nie     | emeryt. arcybiskup Monachium i Fryzyngi                                                           |
| Woelki, Rainer                    | Niemcy                        | 18 sierpnia 1956(dts)     | 18 lutego 2012(dts)       | Benedykt XVI    | kardynał prezbiter  | Tak     | arcybiskup Kolonii                                                                                |
| Wuerl, Donald                     | Stany Zjednoczone             | 12 listopada 1940(dts)    | 20 listopada 2010(dts)    | Benedykt XVI    | kardynał prezbiter  | Nie     | emeryt. arcybiskup Waszyngtonu                                                                    |
| Yeom Soo-jung, Andrew             | Korea Południowa              | 5 grudnia 1943(dts)       | 22 lutego 2014(dts)       | Franciszek      | kardynał prezbiter  | Nie     | emeryt. arcybiskup Seulu                                                                          |
| You Heung-sik, Lazarus            | Korea Południowa              | 17 listopada 1951(dts)    | 27 sierpnia 2022(dts)     | Franciszek      | kardynał diakon     | Tak     | prefekt Dykasterii ds. Duchowieństwa                                                              |
| Zen Ze-kiun, Joseph               | Chiny                         | 13 stycznia 1932(dts)     | 24 marca 2006(dts)        | Benedykt XVI    | kardynał prezbiter  | Nie     | emeryt. biskup Hongkongu                                                                          |
| Zenari, Mario                     | Włochy                        | 5 stycznia 1946(dts)      | 19 listopada 2016(dts)    | Franciszek      | kardynał diakon     | Tak     | nuncjusz apostolski w Syrii                                                                       |
| Zerbo, Jean                       | Mali                          | 27 grudnia 1943(dts)      | 28 czerwca 2017(dts)      | Franciszek      | kardynał prezbiter  | Nie     | emeryt. arcybiskup Bamako                                                                         |
| Zubeir Wako, Gabriel              | Sudan                         | 27 lutego 1941(dts)       | 21 października 2003(dts) | Jan Paweł II    | kardynał prezbiter  | Nie     | emeryt. arcybiskup Chartumu                                                                       |
| Zuppi, Matteo Maria               | Włochy                        | 11 października 1955(dts) | 5 października 2019(dts)  | Franciszek      | kardynał prezbiter  | Tak     | arcybiskup Bolonii                                                                                |